# Kikoi

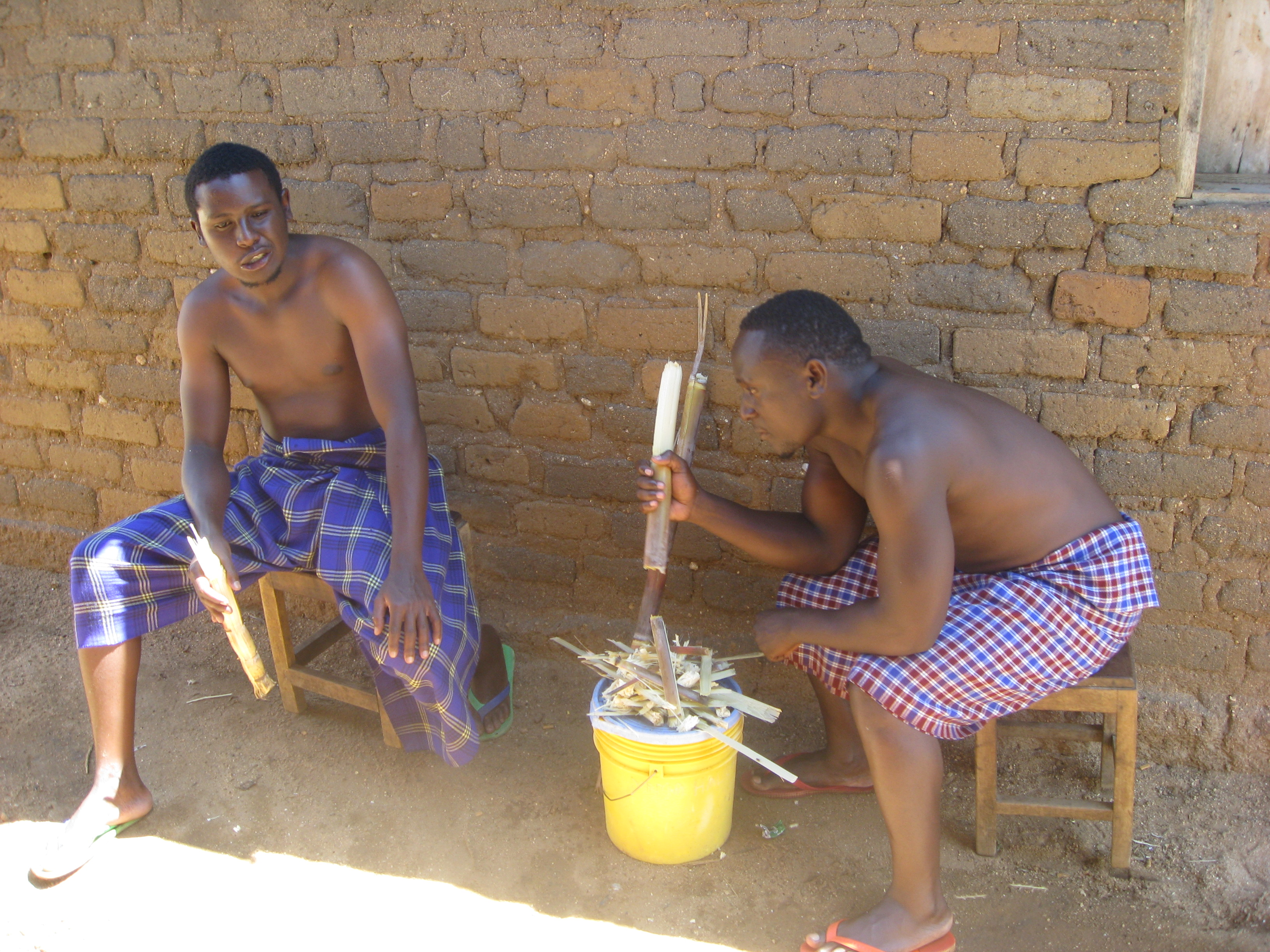
Twee mannen in een kikoi

Een kikoi is een rechthoekig stuk katoenen doek. Het woord betekent "lendendoek" in het Swahili en wordt voornamelijk gedragen aan de Afrikaanse oostkust door de Masai en Kikuyu in Kenia en mannen in Tanzania en Zanzibar. Het wordt doorgaans gezien als een type van sarong.

## Gebruik
De kikoi is ontstaan door de uitwisseling tussen Oost-Afrikanen en hun handelspartners. Arabische kooplieden, onder andere uit Oman, zouden de eerste geweest zijn om de stof als sarong te gebruiken. Net als andere sarongs, de doek om het middel gewikkeld en enkele keren naar buiten geplooid. Daarnaast wordt de kikoi ook gebruikt als strandkleding, sjaal, hoofd- of draagdoek.
De doek blijft ook een populair souvenir voor toeristen die Kenia bezoeken.

## Uiterlijk
Traditioneel heeft de kikoi een rechthoekige vorm met gekleurde strepen aan de randen. De patronen worden met gekleurde draden in de stof geweven, in tegenstelling tot veel andere Afrikaanse stoffen waarbij tekeningen worden gedrukt of geverfd. Typisch zijn ook de met de hand gerolde franjes aan de randen.
De klassieke kikoi van de Kikuyu bestaat uit twee handgeweven gestreepte stroken die aan elkaar worden genaaid om één groot doek te vormen.